# Seznam oper hraných v Divadle F. X. Šaldy
Tento seznam shrnuje údaje o operních inscenacích hraných v Divadle F. X. Šaldy (pod jeho různými dobovými názvy) v Liberci od otevření (sezóna 1945/46) do konce roku 2022.
Operu v Liberci nejprve provozovala na svém sídle vrchnost (Gallasové, později Clam-Gallasové); na počátku září 1761 je doloženo slavnostní představení singspielu neznámého jména od místního vrchnostenského kapelníka Franze Posselta. Od 70. let 18. století existují soustavné záznamy o působení kočovných divadelních společností, z nichž některé provozovaly i německý singspiel a představily tak v Liberci díla např. W. A. Mozarta (Únos ze serailu, Kouzelná flétna), Ferdinanda Kauera, Wenzela Müllera, Vicenta Martína y Solera, Benedikta Žáka nebo Karla Ditterse von Dittersdorfa. Od vybudování tzv. Soukenického divadla roku 1820 – po požáru nahrazeného dnešní budovou Divadla F. X. Šaldy z roku 1883 – ve městě panoval téměř nepřetržitý divadelní provoz, přičemž opera se na repertoáru ve větší míře objevovala od poloviny 19. století. Německojazyčné městské divadlo provozující všechny žánry v Liberci fungovalo až do uzavření v roce 1944.
Českou operu v Liberci představovalo na zájezdech v letech 1923 až 1938 především České divadlo v Olomouci. Již v květnu 1945 pak začala organizační příprava českého divadla v Liberci, zahrnujícího vedle souborů činohry, baletu a v Jablonci nad Nisou působící operety (ta zanikla koncem roku 1946) od počátku také operní, dodnes (2021) působící soubor. Činnost toto divadlo zahájilo sezónou 1945/46.
Údaje o inscenacích Divadla F. X. Šaldy jsou obsaženy především v databázi Divadelního ústavu v Praze, popřípadě na stránkách divadla.
Jedná se o inscenace souboru libereckého divadla; vyloučena jsou proto představení hostujících souborů, naopak započítány jsou rovněž premiéry, které proběhly mimo domovskou scénu – například v Městském divadle v Jablonci nad Nisou.
| Název opery | Skladatel                           | První uvedení               | Další nastudování | Poznámka            |
| --- | ----------------------------------- | --------------------------- | --- | ------------------- |
| Prodaná nevěsta | Bedřich Smetana                     | 5. října 1945               | 15. května 1949 17. září 1956 26. března 1960 1. ledna 1963 1. března 1974 18. listopadu 1978 19. února 1994 17. února 2013       |                     |
| Lešetínský kovář | Karel Weis                          | 15. listopadu 1945          | |                     |
| Rusalka | Antonín Dvořák                      | 18. prosince 1945           | 11. září 1950 3. září 1954 22. září 1962 5. září 1971 10. září 1977 21. ledna 1984 19. března 1988 19. května 1995 25. října 2013 |                     |
| Evžen Oněgin (Eugen Oněgin, Jevgenij Oněgin)                                                                                         | Petr Iljič Čajkovskij               | 6. února 1946               | 19. května 1948 18. prosince 1953 16. září 1967 28. října 1972 1. listopadu 1986 6. října 2000                                    |                     |
| Hubička | Bedřich Smetana                     | 23. března 1943             | 17. ledna 1953 23. září 1961 16. března 1974 29. září 1984 15. prosince 2017                                                      |                     |
| Šárka | Zdeněk Fibich                       | 9. dubna 1946               | 11. září 1965 26. dubna 1980 |                     |
| Dalibor | Bedřich Smetana                     | 9. května 1946              | 12. srpna 1951 31. října 1959 14. dubna 1973 10. března 1979 5. listopadu 2004                                                    |                     |
| Dvě vdovy | Bedřich Smetana                     | 11. září 1946               | 6. října 1949 2. září 1952 14. března 1964 13. prosince 1974 29. září 1984 15. prosince 2017                                      |                     |
| Fra Diavolo | Daniel Auber                        | 11. října 1946              | 28. března 1975 |                     |
| Madam Butterfly (Madama Butterfly)                                                                                                   | Giacomo Puccini                     | 23. listopadu 1946          | 29. prosince 1954 1. července 1965 15. září 1979 14. listopadu 1987 24. ledna 1997 23. března 2006 23. září 2011                  |                     |
| Čert a Káča | Antonín Dvořák                      | 21. prosince 1946           | 20. prosince 1955 6. září 1968 5. března 1977 27. května 1989 28. května 2009                                                     |                     |
| Figarova svatba (Le nozze di Figaro)                                                                                                 | Wolfgang Amadeus Mozart             | 9. února 1947               | 8. února 1956 24. září 1966 15. ledna 1983 15. října 1994                                                                         |                     |
| Její pastorkyňa | Leoš Janáček                        | 7. března 1947              | 27. května 1967 4. února 1978 25. dubna 1992 16. prosince 2016                                                                    |                     |
| La traviata (Traviata) | Giuseppe Verdi                      | 19. dubna 1947              | 13. prosince 1957 24. dubna 1982 19. září 1992 18. května 2012                                                                    |                     |
| Tosca | Giacomo Puccini                     | 17. června 1947             | 27. listopadu 1965 20. prosince 1975 23. března 1991 22. listopadu 2002                                                           |                     |
| Mignon | Ambroise Thomas                     | 1. září 1947                | 23. června 1984 |                     |
| Hoffmannovy povídky (Les Contes d'Hoffmann)                                                                                          | Jacques Offenbach                   | 24. září 1947               | 1. listopadu 1958 6. února 1971 16. května 1987 11. dubna 1997 30. května 2014                                                    |                     |
| Jakobín | Antonín Dvořák                      | 27. října 1947              | 8. září 1951 5. července 1959 12. prosince 1970 19. září 1980 24. listopadu 1990 1. října 1999 25. září 2020                      |                     |
| Carmen | Georges Bizet                       | 21. prosince 1947           | 19. října 1951 5. září 1964 20. ledna 1979 23. září 1989 9. dubna 1999 21. května 2010                                            |                     |
| Faust (Faust a Markétka) | Charles Gounod                      | 14. února 1948              | 12. června 1960 21. května 1977 20. října 1993 24. května 2007                                                                    |                     |
| Lazebník sevillský (Il barbiere di Siviglia)                                                                                         | Gioacchino Rossini                  | 13. března 1948             | 17. září 1957 19. prosince 1964 28. dubna 1979 4. června 1988 17. dubna 1993 21. února 2003                                       |                     |
| Eva | Josef Bohuslav Foerster             | 30. května 1948             | 17. října 1971 26. září 2014 |                     |
| Komedianti (I Pagliacci) | Ruggero Leoncavallo                 | 11. září 1948               | 31. května 1957 20. prosince 1969 16. února 1985 12. června 1998 25. září 2009                                                    |                     |
| Sedlák kavalír (Cavalleria rusticana)                                                                                                | Pietro Mascagni                     | 11. září 1948               | 20. prosince 1969 16. února 1985 12. června 1998 25. září 2009                                                                    |                     |
| Libuše | Bedřich Smetana                     | 27. října 1948              | 5. března 1953 7. května 1955 3. dubna 1960 4. května 1975 27. září 1985                                                          |                     |
| Rigoletto | Giuseppe Verdi                      | 4. prosince 1948            | 14. března 1970 10. prosince 1983 29. listopadu 1996 18. září 2008 19. května 2017                                                |                     |
| Smrt kmotřička | Rudolf Karel                        | 18. února 1949              | |                     |
| Tajemství | Bedřich Smetana                     | 6. dubna 1949               | 17. ledna 1959 24. srpna 1963 8. dubna 1972 26. března 1983 21. dubna 2000                                                        |                     |
| V studni | Vilém Blodek                        | 15. června 1949             | 18. května 1974 |                     |
| Zvíkovský rarášek | Vítězslav Novák                     | 15. června 1949             | 13. března 1982 |                     |
| Così fan tutte (Takové jsou všechny)                                                                                                 | Wolfgang Amadeus Mozart             | 22. listopadu 1949          | 16. prosince 1972 31. ledna 1998                                                                                                  |                     |
| Aida | Giuseppe Verdi                      | 8. ledna 1950               | 15. června 2001 18. prosince 2015                                                                                                 |                     |
| Lakomec | Jarmil Burghauser                   | 5. února 1950               | |                     |
| Piková dáma (Pikovaja dama) | Petr Iljič Čajkovskij               | 16. června 1950             | 24. října 1964 10. listopadu 1984 26. dubna 1996                                                                                  |                     |
| Nevěsta messinská | Zdeněk Fibich                       | 18. října 1950              | |                     |
| Lásky div | Václav Kálik                        | 2. listopadu 1950           | |                     |
| Braniboři v Čechách | Bedřich Smetana                     | 13. prosince 1950           | 28. května 1953 18. října 1975 |                     |
| Car a tesař (Zar und Zimmermann) | Albert Lortzing                     | 31. ledna 1951              | 9. června 1973 |                     |
| Don Giovanni (Don Juan) | Wolfgang Amadeus Mozart             | 3. března 1951              | 13. května 1978 26. října 1991 6. března 2020                                                                                     |                     |
| Jan Výrava | Maxmilián Hájek                     | 9. května 1951              | |                     |
| Psohlavci | Karel Kovařovic                     | 24. února 1952              | 5. června 1971 |                     |
| Čarostřelec | Carl Maria von Weber                | 2. dubna 1952               | 21. května 1966 22. března 1980 10. listopadu 1995 17. února 2012                                                                 |                     |
| Bohéma (La bohème) | Giacomo Puccini                     | 1. června 1952              | 4. října 1970 17. února 1990 28. ledna 2005 9. března 2018                                                                        |                     |
| Trubadúr (Troubadour, Il trovatore)                                                                                                  | Giuseppe Verdi                      | 8. října 1952               | 28. března 1964 29. září 1990 11. listopadu 2005 8. března 2019                                                                   |                     |
| Tarasova rodina (Semja Tarasa) | Dmitrij Kabalevskij                 | 20. prosince 1952           | |                     |
| Čertova stěna | Bedřich Smetana                     | 4. května 1953              | 26. června 1976 |                     |
| Halka | Stanisław Moniuszko                 | 10. října 1953              | 10. dubna 1976 |                     |
| Don Pasquale | Gaetano Donizetti                   | 13. února 1954              | 4. prosince 1960 31. března 1973 29. května 2015                                                                                  |                     |
| Tannhäuser | Richard Wagner                      | 5. června 1954              | |                     |
| Dráteník | František Škroup                    | 11. února 1955              | |                     |
| Krútňava | Eugen Suchoň                        | 28. května 1955             | |                     |
| Fidelio | Ludwig van Beethoven                | 6. října 1955               | 1. listopadu 1980 |                     |
| Othello (Otello) | Giuseppe Verdi                      | 14. června 1956             | 2. února 1974 4. prosince 1998 25. března 2022                                                                                    |                     |
| Káťa Kabanová | Leoš Janáček                        | 7. listopadu 1956           | 28. září 1968 18. ledna 1986 |                     |
| Bludný Holanďan (Der fliegende Holländer)                                                                                            | Richard Wagner                      | 21. února 1957              | 14. března 1987 20. září 2007 |                     |
| Gianni Schicchi | Giacomo Puccini                     | 31. května 1957             | 15. února 2002 |                     |
| Kníže Igor (Kňaz Igor) | Alexandr Porfirjevič Borodin        | 2. listopadu 1957           | 12. listopadu 1977 |                     |
| Služka paní (La serva padrona) | Giovanni Battista Pergolesi         | 25. ledna 1951              | |                     |
| Rožmberští rybnikáři | Maxmilián Hájek                     | 16. února 1958              | |                     |
| Samson a Dalila (Samson et Dalila)                                                                                                   | Camille Saint-Saëns                 | 20. května 1958             | |                     |
| Námluvy Pelopovy | Zdeněk Fibich                       | 24. června 1958             | | melodram            |
| Zkouška na operu (Die Opernprobe) | Albert Lortzing                     | 31. prosince 1958           | |                     |
| Divadelní ředitel (Der Schauspieldirektor)                                                                                           | Wolfgang Amadeus Mozart             | 31. prosince 1958           | |                     |
| Kunálovy oči | Otakar Ostrčil                      | 15. března 1959             | |                     |
| Divadlo za bránou | Bohuslav Martinů                    | 3. května 1959              | |                     |
| Don Carlos | Giuseppe Verdi                      | 24. května 1959             | 7. ledna 1978 31. března 1995 |                     |
| Ženichové | Jan Frank Fischer                   | 5. prosince 1959            | |                     |
| Příhody lišky Bystroušky | Leoš Janáček                        | 14. února 1960              | 17. listopadu 1973 1. dubna 1989 9. května 2003 20. prosince 2019                                                                 |                     |
| Šelma sedlák | Antonín Dvořák                      | 26. srpna 1960              | 9. června 1979 |                     |
| Zuzana Vojířová | Jiří Pauer                          | 15. října 1960              | |                     |
| Manon Lescaut | Giacomo Puccini                     | 11. února 1961              | 22. února 2007 |                     |
| Kouzelná flétna (Die Zauberflöte) | Wolfgang Amadeus Mozart             | 8. dubna 1961               | 10. ledna 1987 21. května 2004 25. září 2015                                                                                      |                     |
| Čarodějka | Petr Iljič Čajkovskij               | 21. června 1961             | |                     |
| Škola žen | Rolf Liebermann                     | 9. září 1961                | |                     |
| Vojna a mír (Vojna i mir) | Sergej Prokofjev                    | 11. listopadu 1961          | |                     |
| Simon Boccanegra (Simone Boccanegra)                                                                                                 | Giuseppe Verdi                      | 13. ledna 1962              | 2. dubna 1994 28. února 2008 |                     |
| Pozdvižení v Efesu | Iša Krejčí                          | 17. března 1962             | |                     |
| Žvanivý slimejš | Jiří Pauer                          | 8. dubna 1962               | |                     |
| Sen noci svatojánské (A Midsummer Night's Dream)                                                                                     | Benjamin Britten                    | 19. května 1962             | |                     |
| Veselohra na mostě | Bohuslav Martinů                    | 26. května 1962             | 24. června 1978 |                     |
| Zásnuby v klášteře (Obručenija v monastire)                                                                                          | Sergej Prokofjev                    | 3. listopadu 1962           | |                     |
| Turandot | Giacomo Puccini                     | 2. února 1963               | 18. února 2000 |                     |
| Maryša | Emil František Burian               | 23. března 1963             | |                     |
| Ernani | Giuseppe Verdi                      | 1. června 1963              | |                     |
| Hrátky s čertem | Ludvík Podéšť                       | 12. října 1963              | |                     |
| Rienzi | Richard Wagner                      | 23. listopadu 1963          | |                     |
| Oklamaný kádí (Le Cadi dupé) | Christoph Willibald Gluck           | 15. prosince 1963           | |                     |
| Na Starém bělidle | Karel Kovařovic                     | 26. ledna 1964              | |                     |
| Romeo a Julie (Romeo und Julia) | Heinrich Sutermeister               | 30. května 1964             | |                     |
| Král to řekl (Le Roi l'a dit) | Léo Delibes                         | 21. listopadu 1964          | |                     |
| Maškarní ples (Un ballo in maschera)                                                                                                 | Giuseppe Verdi                      | 6. března 1965              | 29. června 1985 21. října 1989 21. listopadu 2003                                                                                 |                     |
| Zasnoubení v San Domingu (Die Verlobung in San Domingo)                                                                              | Werner Egk                          | 10. dubna 1965              | |                     |
| Honzovo království | Otakar Ostrčil                      | 23. května 1965             | |                     |
| Lucie z Lammermooru (Lucia di Lammermoor)                                                                                            | Gaetano Donizetti                   | 23. října 1965              | 1. března 1996 |                     |
| Postilion z Lonjumeau (Le Postillon de Lonjumeau)                                                                                    | Adolphe Adam                        | 30. ledna 1966              | |                     |
| Milostník aneb Poslední dnové velkomožného pana Fabiána (Der Günstling)                                                              | Rudolf Wagner-Régeny                | 26. února 1966              | |                     |
| Měsíc (Der Mond) | Carl Orff                           | 26. března 1966             | 22. května 1993 |                     |
| Manželské kontrapunkty | Jiří Pauer                          | 26. března 1966             | |                     |
| Marta (Martha oder Der Markt zu Richmond)                                                                                            | Friedrich von Flotow                | 5. listopadu 1966           | 26. října 1985 |                     |
| Afričanka (L'Africaine) | Giacomo Meyerbeer                   | 3. prosince 1966            | |                     |
| Záhadný pan X (Der mysteriöse Herr X)                                                                                                | Alfred Uhl                          | 21. ledna 1967              | |                     |
| Večer tříkrálový | Ivan Jirko                          | 25. února 1967              | |                     |
| Sicilské nešpory (Les Vêpres siciliennes)                                                                                            | Giuseppe Verdi                      | 1. dubna 1967               | |                     |
| Nabucco | Giuseppe Verdi                      | 28. října 1967              | 8. října 1988 24. května 2002 |                     |
| Paní Bovaryová (Madame Bovary) | Heinrich Sutermeister               | 14. prosince 1967           | |                     |
| Tajné manželství (Il matrimonio segreto)                                                                                             | Domenico Cimarosa                   | 14. ledna 1968              | |                     |
| Lohengrin | Richard Wagner                      | 3. března 1968              | |                     |
| Nápoj lásky (L'elisir d'amore) | Gaetano Donizetti                   | 6. dubna 1968               | 1. března 1986 26. února 2009 |                     |
| Armida | Antonín Dvořák                      | 9. listopadu 1968           | |                     |
| Židovka (La Juive) | Jacques Fromental Halévy            | 1. března 1969              | |                     |
| Italka v Alžíru (L'Italiana in Algeri)                                                                                               | Gioacchino Rossini                  | 16. dubna 1969              | |                     |
| Únos ze serailu (Die Entführung aus dem Serail)                                                                                      | Wolfgang Amadeus Mozart             | 6. června 1969              | |                     |
| Podivuhodné dobrodružství Arthura Rowa                                                                                               | Ivan Jirko                          | 25. října 1969              | |                     |
| Mesiáš (Messiah) | Georg Friedrich Händel              | 2. listopadu 1969           | | oratorium           |
| Salome | Richard Strauss                     | 30. listopadu 1969          | |                     |
| Svatopluk (Svätopluk) | Eugen Suchoň                        | 5. května 1970              | |                     |
| Lady Macbeth Mcenského újezdu (Kateřina Izmajlova, Ledy Makbět Mcenskogo ujezda)                                                     | Dmitrij Šostakovič                  | 6. listopadu 1970           | |                     |
| Síla osudu (La forza del destino) | Giuseppe Verdi                      | 11. dubna 1971              | 24. května 2013 |                     |
| Němá z Portici (La Muette de Portici)                                                                                                | Daniel Auber                        | 19. února 1972              | |                     |
| Veselé paničky windsorské (Veselé ženy windsorské, Die lustigen Weiber von Windsor)                                                  | Otto Nicolai                        | 3. června 1972              | 23. ledna 1988 30. září 2016 |                     |
| Řecké pašije (The Greek Passion) | Bohuslav Martinů                    | 17. února 1973              | |                     |
| Nevšední humoreska (Nevšedná humoreska)                                                                                              | Oto Ferenczy                        | 8. prosince 1973            | |                     |
| Podivný dárek (An fear a phós balbhán)                                                                                               | Gerard Victory                      | 8. prosince 1973            | |                     |
| Tvrdé palice | Antonín Dvořák                      | 18. května 1974             | |                     |
| Perníková chaloupka (Hänsel und Gretel)                                                                                              | Engelbert Humperdinck               | 30. listopadu 1975          | |                     |
| Korunovace Poppey (L'incoronazione di Poppea)                                                                                        | Claudio Monteverdi                  | 6. března 1976              | |                     |
| Magdaléna | Petr Doubravský                     | 11. září 1976               | |                     |
| Semjon Kotko | Sergej Prokofjev                    | 6. listopadu 1976           | |                     |
| Pytlák (Der Wildschütz) | Albert Lortzing                     | 15. ledna 1977              | |                     |
| Dorian Gray | Robert Hanell                       | 18. března 1978             | |                     |
| Malířský nápad | Otakar Zich                         | 24. června 1978             | |                     |
| Červená karkulka | Jiří Pauer                          | 30. prosince 1978           | |                     |
| Námluvy | Josef Boháč                         | 3. listopadu 1979           | |                     |
| Medvěd | Ivo Jirásek                         | 3. listopadu 1979           | |                     |
| Luisa Millerová (Luisa Miller) | Giuseppe Verdi                      | 14. června 1980             | |                     |
| Strašidelný dvůr (Strašný dvůr, Straszny dwór)                                                                                       | Stanisław Moniuszko                 | 20. prosince 1980           | |                     |
| Dáma a lupiči | Ilja Hurník                         | 21. března 1981             | |                     |
| Nížina (Tiefland) | Eugen d'Albert                      | 27. června 1981             | |                     |
| Carská nevěsta (Carskaja něvěsta) | Nikolaj Andrejevič Rimskij-Korsakov | 21. listopadu 1981          | |                     |
| Werther | Jules Massenet                      | 16. ledna 1982              | 12. října 2001 |                     |
| Cesta oknem | Karel Kovařovic                     | 13. března 1982             | |                     |
| Poros (Poro) | Georg Friedrich Händel              | 19. června 1982             | |                     |
| Strašný sen občana K aneb Koncert pro triangl a orchestr (Žizň i priključenija Kotofějeva, ili Koncert dlja treugolnika s orkestrom) | Michail Alexandrovič Mejerovič      | 27. listopadu 1982          | |                     |
| Juro Jánošík | Ján Cikker                          | 19. února 1983              | |                     |
| Smrt Hippodamie | Zdeněk Fibich                       | 22. dubna 1983              | | melodram            |
| Děvče ze Západu (Děvče ze zlatého západu, La fanciulla del West)                                                                     | Giacomo Puccini                     | 25. června 1983             | |                     |
| Střevíčky (Čerevički) | Petr Iljič Čajkovskij               | 5. listopadu 1983           | |                     |
| Mirandolina | Bohuslav Martinů                    | 24. března 1984             | |                     |
| Léto | Miroslav Krejčí                     | 12. května 1984             | |                     |
| Deidamia | Georg Friedrich Händel              | 12. ledna 1985              | |                     |
| Chytrá horákyně | Miloš Sedmidubský                   | 18. května 1985             | |                     |
| Soročinský jarmark (Soročinskaja jarmarka)                                                                                           | Modest Petrovič Musorgskij          | 30. listopadu 1985          | |                     |
| Macbeth | Giuseppe Verdi                      | 7. června 1986              | 21. září 2006 |                     |
| Měšťák šlechticem | Emil Hlobil                         | 20. září 1986               | |                     |
| O veliké řepě | Jaroslav Gonda Kadlec               | 13. prosince 1986           | | dětská opera        |
| Manon | Jules Massenet                      | 28. ledna 1989              | |                     |
| Gioconda (La Gioconda) | Amilcare Ponchielli                 | 9. února 1991               | |                     |
| Ariadna (Ariadne) | Bohuslav Martinů                    | 22. května 1993             | |                     |
| Venkovské zpěvačky (Le cantatrici villane)                                                                                           | Valentino Fioravanti                | 14. června 1996             | |                     |
| Orfeus a Eurydika (Orfeo ed Euridice)                                                                                                | Christoph Willibald Gluck           | 17. října 1997              | 4. listopadu 2011 |                     |
| Ženitba (The Marriage) | Bohuslav Martinů                    | 28. listopadu 1997          | |                     |
| Andrea Chénier (André Chénier) | Umberto Giordano                    | 14. prosince 2001           | |                     |
| Chytračka (Die Kluge) | Carl Orff                           | 15. února 2002              | |                     |
| Jolanta | Petr Iljič Čajkovskij               | 20. února 2004 9. září 2021 | |                     |
| Boris Godunov | Modest Petrovič Musorgskij          | 29. dubna 2005              | |                     |
| Apollo et Hyacinthus | Wolfgang Amadeus Mozart             | 12. ledna 2006              | |                     |
| Poprask v opeře (Le convenienze ed inconvenienze teatrali)                                                                           | Gaetano Donizetti                   | 29. května 2008             | |                     |
| Julius Caesar v Egyptě (Julius Caesar, Giulio Cesare in Egitto)                                                                      | Georg Friedrich Händel              | 12. února 2009              | |                     |
| Edgar | Giacomo Puccini                     | 26. února 2010              | |                     |
| Náměsíčná (La sonnambula) | Vincenzo Bellini                    | 24. září 2010               | |                     |
| Démon (Děmon) | Anton Rubinštejn                    | 4. března 2011              | |                     |
| Robinson Crusoe (Robinson Crusoé) | Jacques Offenbach                   | 21. září 2012               | |                     |
| Don Quichotte | Jules Massenet                      | 23. listopadu 2012          | |                     |
| Svatá Ludmila | Antonín Dvořák                      | 11. června 2013             | | oratorium           |
| Legenda o Kateřině z Redernu | Sylvie Bodorová                     | 19. prosince 2014           | |                     |
| Thaïs | Jules Massenet                      | 27. května 2016             | |                     |
| Panna orleánská (Orleanskaja děva)                                                                                                   | Petr Iljič Čajkovskij               | 27. května 2016             | |                     |
| Popelka (La Cenerentola) | Gioacchino Rossini                  | 28. září 2018               | |                     |
| Francesca da Rimini | Sergej Rachmaninov                  | 14. prosince 2018           | |                     |
| Skoupý rytíř (Skupyj rycar) | Sergej Rachmaninov                  | 14. prosince 2018           | |                     |
| Lovci perel (Les Pêcheurs de perles)                                                                                                 | Georges Bizet                       | 21. srpna 2020              | |                     |
| Dcera pluku (La Fille du régiment)                                                                                                   | Gaetano Donizetti                   | 28. května 2021             | |                     |
| Legenda z mlžných hor | Jan Kučera                          | 20. května 2022             | | činohra-opera-balet |
| Dialogy karmelitek (Les Dialogues des carmelites)                                                                                    | Francis Poulenc                     | 23. září 2022               | |                     |